# Gasparilla Inn & Club
El Gasparilla Inn & Club es un hotel histórico en 500 Palm Avenue en Gasparilla Island en Boca Grande, Florida. 
Es uno de los complejos hoteleros más grandes de Florida, construido originalmente para los norteños adinerados a principios del siglo XX, durante la época en que el estado se convirtió en un destino de viajes y vacaciones.
Es un hotel de dos pisos y medio. Su primer tramo fue construido en 1911; fue ampliado en 1912 y en 1915. Su pórtico de estilo Renacimiento clásico se agregó alrededor de 1931. Su club de playa original fue destruido por un huracán en 1921; el nuevo club de playa se agregó en 1928 y luego se agregó un campo de golf de 18 hoyos.
El Gasparilla Inn Historic District es un 25 acres (10,1 ha) distrito histórico que fue incluido en el Registro Nacional de Lugares Históricos en 2008. Incluye la posada, diez cabañas de huéspedes construidas entre 1915 y 1933, "dos cobertizos de mantenimiento de limpieza, también construidos en 1933, y dos sitios históricos, una cancha de croquet y los hoyos cinco y seis del histórico campo de golf de 18 hoyos, ambos de los cuales fueron construidos alrededor de 1930 en los terrenos de la parte trasera de la posada".
Incluye, como recursos no contributivos, la Casa de Croquet del Mallet Club y canchas de croquet al noreste de la Posada y al norte de los hoyos cinco y seis del campo de golf. Croquet House incorpora una sección de lo que originalmente era Fletcher House, trasladada en la década de 1980 desde Gilchrist Avenue en Boca Grande.
Es miembro de los Hoteles Históricos de América.